# コルネーリア駅
コルネーリア駅 はローマ地下鉄のA線にある駅の一つで、ボッチェア通り (via di Boccea) とコルネーリア (Cornelia) 環状道路との交差点にある。
この駅は、ヴァッレ・アウレーリアからバッティスティーニ間の他の駅と同時に2000年1月1日に開業した。

## 周辺
- Piazza San Giovanni Battista de la Salle
- Piazza Irnerio
- Istituto Dermopatico dell'Immacolata (IDI) in via Monti di Creta
- Piazza dei Giureconsulti con i capolinea degli autobus extra-urbani
- Via di Boccea
- Forte Boccea

## 施設
駅には以下の施設がある:
- 障害者を運ぶ要員
- エスカレーター
- COTRALの幹線バス乗り場: